# Steelhead Provincial Park
Der Steelhead Provincial Park (auch Steelhead Park oder Sk'emqin Park) ist ein etwa 38 Hektar großer Provincial Park im südlichen Zentrum der kanadischen Provinz British Columbia, am westlichen Ortsrand der unselbständigen Gemeinde Savona. Der Park liegt auf dem Interior Plateau, im Thompson-Nicola Regional District.

## Anlage
Das Schutzgebiet liegt am Westende des Kamloops Lake, am Ausfluss des Thompson River. Der British Columbia Highway 1, hier ein Abschnitt der südlichen Route des Trans-Canada Highways, teilt den Park in zwei Bereiche. Der Park, einer der kleineren der Provincial Parks in British Columbia, ist etwa 38 km von Cache Creek im Westen und 45 km von Kamloops im Osten entfernt.

## Geschichte
Der Park in der historischen Region Thompson Country wurde 1993 eingerichtet und befindet sich auf einem Gebiet von hohem archäologischem Wert. Das Gebiet wurde durch das Volk der Secwepemc seit 7.000 bis 10.000 Jahren genutzt. In jüngerer Vergangenheit waren die Flächen Heimstatt der ersten europäischen Siedler sowie Station einer Fährverbindung und einer Postkutsche. Innerhalb der Parkgrenzen gibt es einige historische Gebäude und einen Friedhof. Im Juli 1995 wurde zwischen der Regierung der Provinz und den Skeetchestn, der hier ansässigen Gruppe der Secwepemc, ein Abkommen (Memorandum of Understanding) geschlossen, um ein Programm zur Interpretation der lokalen Geschichte und Kultur der Skeetchestn sowie der Geschichte der lokalen nicht-einheimischen Bevölkerung sowie ihrer Beziehungen zu entwickeln und zu pflegen.

## Benachbarte Parks
Der nächstgelegene Provincial Parks ist in Richtung Westen, entlang dem Highway 1, der Juniper Beach Provincial Park. Der zuvor passierte Walhachin Oxbows Provincial Park liegt etwas abseits des Highways am anderen Ufer des Thompson River und ist ohne Anbindung an eine öffentliche Straße. In Richtung Osten liegt der nächste Park, der Painted Bluffs Provincial Park, auf der anderen Seite des Kamloops Lake und ist ohne Straßenanbindung.

## Tourismus
Die Liegenschaft bietet 44 Stellplätze für Camper (10 davon haben Wasser- und Stromanschluss), Picknickplätze, Duschen und WCs. Das Gebiet bietet Aussichten auf Berge und den See sowie Möglichkeiten zum Angeln. Der Park ist üblicherweise vom 1. Mai bis zum 12. Oktober geöffnet.